# هامبي
هامبي، هي قرية تقع شمالي كارناتاكا في الهند، كانت واحدة من أغنى وأكبر المدن في العالم. واسمها قد يعني أيضاً "البطل Champion"، تقع القرية ضمن آثار مدينة فيجاياناغارا عاصمة إمبراطورية فيجاياناغارا السابقة. ويشار إلى أنها لا تزال ذات أهمية دينية، إذ تحتضن معبد فيروباكشا ومعالم أخرى عديدة تنتمي إلى المدينة ذات المجد التليد. أدرجت اليونسكو الموقع كموقع تراث عالمي عام 1986م لخصوصية آثارها ومعالمها. وفقاً لإحصائيات عام 2014م، هامبي هو الموقع التاريخي الأكثر بحثاً في ولاية كارناتاكا على محرج البحث جوجل.
ان للامبراطورية جيش ضخم يضم ما يقرب من مليون وحدة. كان عدد سكانها عام 1500 للميلاد خوالي 500 ألف نسمة (أي حوالي 0.1% من سكان العالم في الفترة من  عام 1440م - 1540م)، ما يعني أنها كانت ثاني أكبر مدينة في العالم بعد بكين وكانت مساحتها أكثر من مساحة باريس بثلاث مرات تقريباً.

## معرض الصور

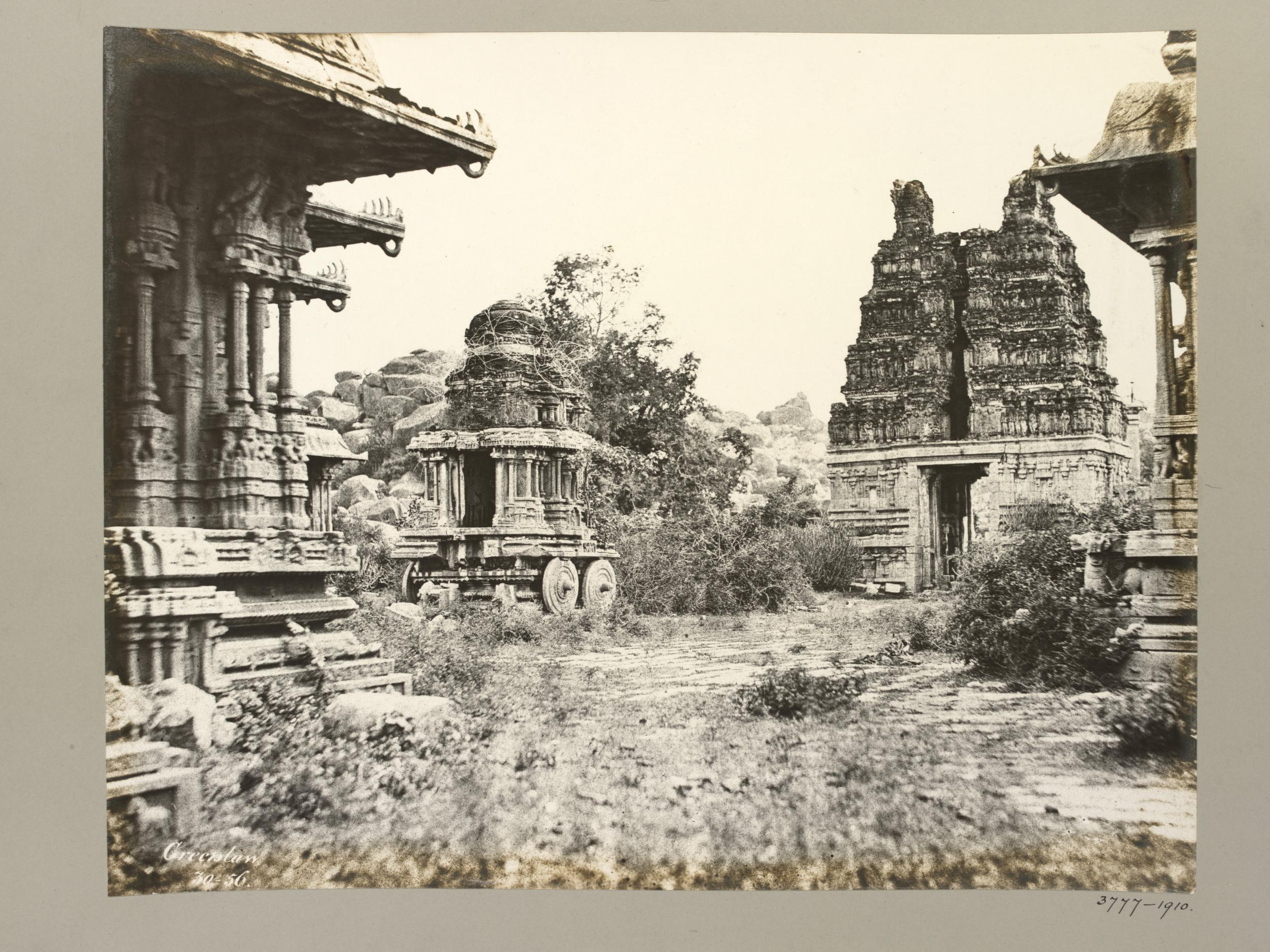
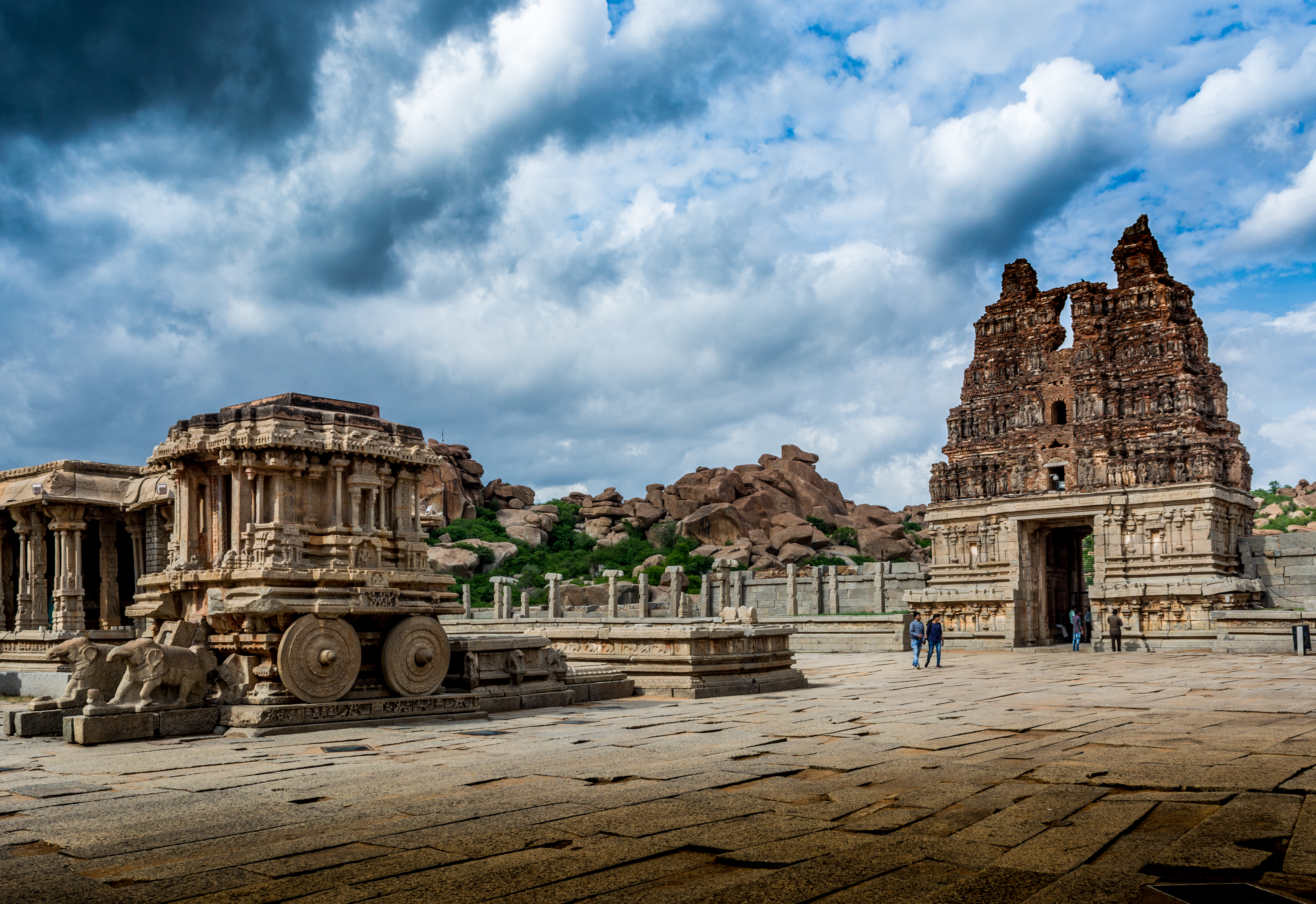

## وصلات خارجية
- معالم هامبي - قائمة اليونسكو لمواقع التراث العالمي
- هامبي على شبكة الإنترنت